# Phare de Jicarita
Le phare de Jicarita (en espagnol : Faro de Islote Jicarita) est un phare actif situé sur l'îlot Jicarita, dans la province de Veraguas. Il est géré par la Panama Canal Authority 

## Histoire
L'île Jicarita est un îlot attenant à l'île Jicarón dans le golfe de Chiriquí au sud de l'île Coiba. Le phare est situé à la pointe sud de l'îlot qui fait partie du parc national de Coiba.

## Description
Ce phare est une tour pyramidale métallique à claire-voie, avec une galerie carrée et une balise de 15 m de haut. La tour est peinte en blanc avec un marquage de jour . Il émet, à une hauteur focale de 102 m, un éclat blanc par période de 15 secondes. Sa portée est de 20 milles nautiques (environ 37 km).
Identifiant : ARLHS : PAN007 - Amirauté :
G3262 - NGA : 111-0028 .

### Lien connexe
- Liste des phares du Panama